# 上出彩
上出 彩（かみで あや、1985年12月9日 - ）は、日本の女性声優。以前はE-sprinGに所属していた。現在、ナレータープロダクション『洒落 Sharaku』所属。石川県金沢市出身。特技は、空手道。趣味は、写真（主に人物撮影）。

## 出演

### TVナレーション
- 56年目の失恋（NHK BSプレミアム）
- あなたの知らない鉄の世界 （BS-TBS）
- 変装かくれんぼ ハイド&シーク（TBS系）
- サタデーステーションWeb（テレビ朝日系）
- ノンストップ!（フジテレビ系）
- タカラベ news&talk（BS11）
- 報道ライブ インサイドOUT（BS11）
- 時代のニューウェーブ（日経CNBC）

### TVボイスオーバー
- 目撃！超逆転スクープ2 世紀の凶悪監禁犯VS決死の生還劇 （フジテレビ系）
- 目撃！超逆転スクープ3 戦慄の凶悪犯VS決死の生還劇（フジテレビ系）
- 目撃！超逆転スクープ4娘を救え！命をかけた母の闘い愛と涙の生還SP（フジテレビ系）
- 目撃！超逆転スクープ5殺人者の微笑み（フジテレビ系）
- 目撃!超逆転スクープ6世界が震えたミラクルストーリー（フジテレビ系列）
- 坂上どうぶつ王国（フジテレビ系）
- ノンストップ！（フジテレビ系）
- ドラマ甲子園「受験ゾンビ」（フジテレビ系）
- まるっと！サタデー（TBS系）
- スッキリ （日本テレビ系）
- 空先案内人 やしま真麻の世界飛ンデモ大百科 （BS日テレ）
- 鶴瓶&安住の放送局漫遊記（BSテレビ東京）
- ドラマ甲子園（受験ゾンビ）（フジテレビTWO）

### インフォマーシャルナレーション
- ライオンのグータッチ（バファリンルナJ）
- JRA日本中央競馬会
- 日産デイズとフジテレビ コラボ企画の説明VTR
- 文化シヤッター

### VPナレーション
- 文化庁（民俗文化財認定イベント）
- 環境省（水素社会実現に向けた取り組み）
- BS11（株主総会）
- SCHOPSCHOOL（スコップ・スクール）
- パックンマックンの働くマネー教科書
- wepassport
- 長岡三古老人福祉会
- 自治医科大学看護学部
- パナソニック(瞑想用ナレーション)
- パナソニック（HDコムZerdis）
- グロービス
- vets channel
- R!design studio
- 明治大学プラスチック啓蒙映像
- 東京モーターショー2009三菱自動車
- 日本補材（横浜合材工場紹介）
- 住宅内外ケアの紹介商材

### テレビアニメ
- この世の果てで恋を唄う少女YU-NO（2019年）
- サクラカプセル（OVA）

### ドラマCD
- 謎探偵に続け!∼逢魔が刻に会いましょう∼上巻（チカゲ）
- 私立清風学園探偵部・悪魔、入部しました!（唯）

### 吹替
- お願い、キャプテン（ダヨン）
- グッドラックチャーリー
- マキシマム・ブラッド（アナ）
- レバレッジ シーズン2

### ラジオパーソナリティー
- Can You Rock?!（FM小田原）
- エンジェル生放送（ニコ生）
- サブちゃん一家のやっぱりアニメはやめられない（Webラジオ）

### CMナレーション
- カンサイ建装工業（ラジオCM）
- パチンコ店 ジノスグループ
- パチンコ店 ベガベガ
- 成楽（ジュリミアヘアパック）
- NIPPO（レミファルトST+）
- 宝商（スーパーシーラント）
- アース・ペット（和味）（ファーストチョイス）
- ハナヤマ（ポンポンワォ）
- レインボー薬品（スーパーネズレスシードS）
- AKA（MusioX）
- ミツカン（味ぽん）（お酢ドリンク）（鍋の素）
- アマノフーズ（にゅうめん）
- Make block
- バンダイ（とことんワンちゃん）
- シー・シー・ピー（マホウキ）
- ローヤル（たのしく知育!やみつきボックス）
- 三菱（クリンスイシャワーヘッド）
- 明治（明治おいしい牛乳）（明治メイバランス）
- クリタック

### その他
- キタックジャグラーランド 擬音声